# Medelplana församling
Medelplana församling var en församling i Götene kommun. Församlingen uppgick 2002 i Kinnekulle församling. 

## Administrativ historik
Församlingen har medeltida ursprung. 
Församlingen var till 1962 moderförsamling i pastoratet Medelplana och Västerplana. Från 1962 till 2002 var den annexförsamling i pastoratet Forshem, Fullösa, Medelplana, Västerplana, Österplana och Kestad.
Församlingen uppgick 2002 i Kinnekulle församling.

## Organister
| Period    | Namn                    | Levnadstid | Övrigt   |
| --------- | ----------------------- | ---------- | -------- |
| 1829–1845 | Gustav Eriksson         | 1805–1845  | Organist |
| 1846–1882 | Anders Gustav Göransson | 1825–1894  | Organist |

## Kyrkor
- Medelplana kyrka